# Заковряшин, Александр Георгиевич
Александр Георгиевич Заковряшин (1899, Барнаул — пропал без вести в апреле 1945 года) — советский художник-график, портретист, карикатурист, шаржист.

## Биография
Сибирский художник-самоучка, становлению которого во многом помог живописец Александр Петрович Моисеенко (1889—1962). Их дружба длилась долгие годы и прервалась только с гибелью А. Г. Заковряшина на фронте Великой Отечественной войны.
С 1918 по 1924 год служил в РККА. Работал в Минусинске (1923—1927), Новосибирске (1927—1930, 1935), Томске (1930—1934), Алма-Ате (с 1935). Сотрудничал в качестве художника в журналах «Настоящее» (1928—1930), «Товарищ» (1929—1930), газете «Красное знамя» (Томск), журнале «Сибирские огни».
Являлся организатором Минусинской группы общества художников «Новая Сибирь» (1926). Член Союза художников СССР с 1933 года.
Автор целого ряда графических портретов, шаржей и карикатур на выдающихся современников, в числе которых Максим Горький, Ромен Роллан и Лидия Сейфуллина и др.
Участник I весенней коллективной выставки картин, этюдов, графики художников Минусинска (1926); выставки Минусинской группы общества художников «Новая Сибирь» в Минусинске (1928); I Всесибирской выставки живописи, графики, скульптуры и архитектуры в Новосибирске, Красноярске, Томске (1927); выставки живописи, графики, скульптуры группы художников в Красноярске (1929); западносибирских краевых художественных выставок в Новосибирске (1933, 1934, 1937); выставок произведений художников Казахстана и Средней Азии в Алма-Ате (1938—1943), Москве (1941). Выставка работ А. Г. Заковряшина состоялась в Новосибирском государственном художественном музее (1999).
Произведения находятся в Новосибирском государственном художественном музее, Казахском государственном музее искусств им. А. Кастеева (Алмата, Казахстан).
Участник Великой Отечественной войны. Призван в РККА в июле 1942 года, служил рядовым в пехоте. Под данным ОБД «Память народа» пропал без вести в апреле 1945 года, розыски в 1959 году не дали результатов. Согласно публикациям о нём — погиб в самом конце войны при штурме Берлина.